# Kim Peacock
Kim Peacock (Watford, 24 marzo 1901 – Emsworth, 26 dicembre 1966) è stato un attore britannico.
Ottenne una certa notorietà interpretando tra il 1946 e il 1953 il protagonista del radiodramma della BBC Paul Temple.
Figlio di Charlie Peacock, un calciatore dei Watford Rovers, che sarebbe in seguito diventato proprietario del Watford Observer, nel 1929 partecipò al film L'isola del peccato, diretto da Alfred Hitchcock.

## Filmografia parziale
- L'isola del peccato (The Manxman), regia di Alfred Hitchcock (1929)
- The Clue of the New Pin, regia di Arthur Maude (1929)
- The Crooked Billet, regia di Adrian Brunel (1929)
- A Warm Corner, regia di Victor Saville (1930)
- The Mad Hatters, regia di Ivar Campbell (1935)
- Midnight at Madame Tussaud's, regia di George Pearson (1936)
- Grand Finale, regia di Ivar Campbell (1936)
- Captain's Orders, regia di Ivar Campbell (1937)
- Alerte en Méditerranée, regia di Léo Joannon (1938)
- Hell's Cargo, regia di Harold Huth (1939)
- Flannelfoot, regia di Maclean Rogers (1953)